# Emil Wohlwill
Emil Wohlwill (Seesen, 24 de novembro de 1835 – Hamburgo, 2 de fevereiro de 1912) foi um químico e historiador da ciência alemão.

## Formação e carreira

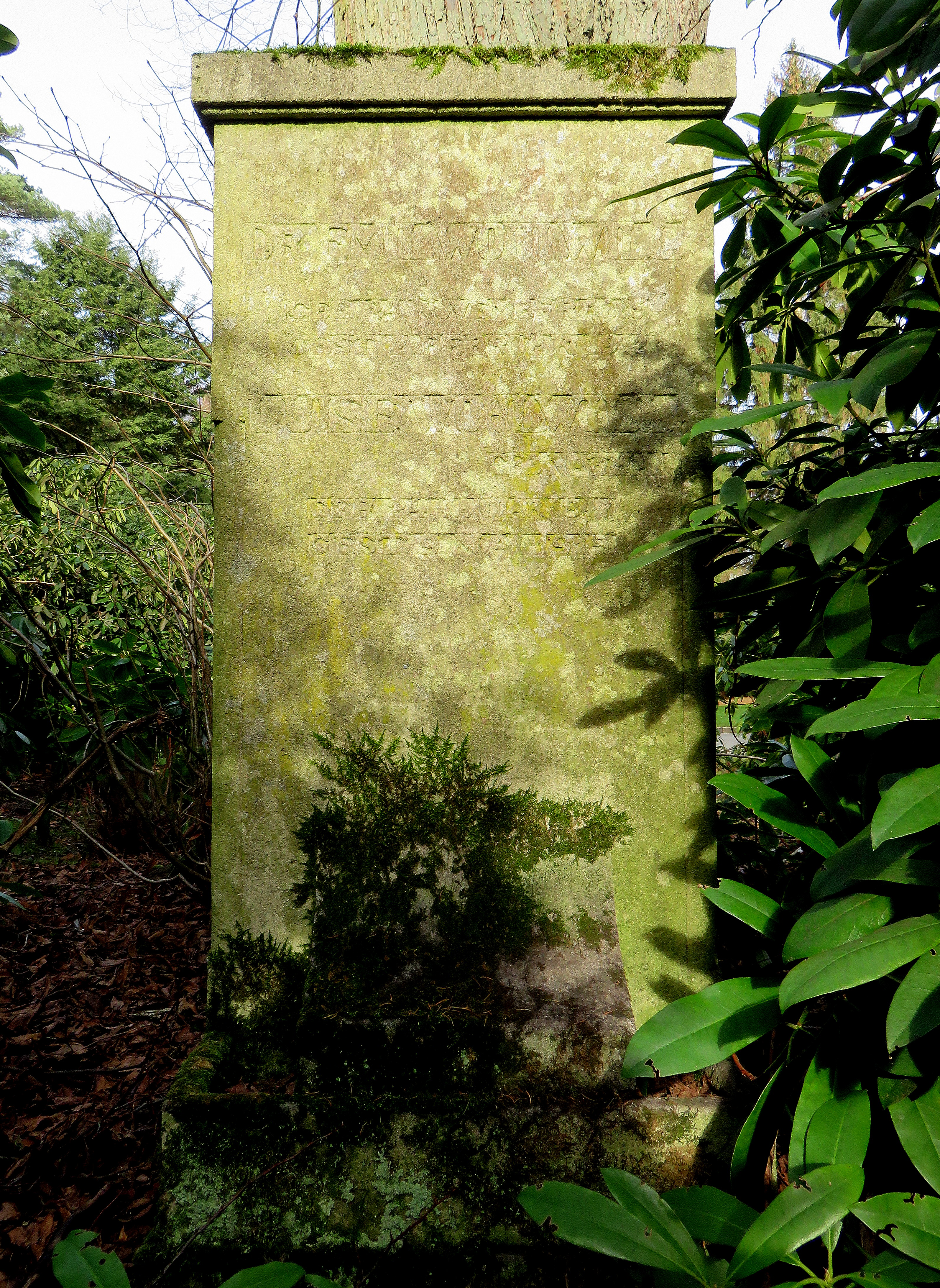
Sepultura de Emil Wohlwill, Cemitério de Ohlsdorf

Filho do pedagogo e publicista judeu Immanuel Wohlwill Friederike Reichel Warburg. Passou sua infância em Seesen e Blankenburg. Em 1851 foi para Hamburgo, a fim de frequentar a Gelehrtenschule des Johanneums e o Akademisches Gymnasium. A partir de 1855 estudou química na Universidade de Heidelberg, Universidade Humboldt de Berlim e Universidade de Göttingen.
Após retornar para Hamburgo lecionou inicialmente física e trabalhou na Elbhütte-Affinier- und Handelsgesellschaft como químico analítico. Em 1875 obteve um avanço na separação de cobre e prata, e mais tarde também de ouro. Seu processo eletrolítico de separação é conhecido atualmente como processo de Wohlwill.
Emil Wohlwill foi sepultado no Cemitério de Ohlsdorf em Hamburgo, praça U 29.

## Obras
- Ist Galilei gefoltert worden? Eine kritische Studie. Duncker & Humblot, Leipzig 1877. (archive.org)